# Lung Chien (filmregisseur)
Lung Chien (Traditioneel Chinees: 劍龍; Pinyin: Chien Lung) (1916 - Taipei, 28 mei 1975) was een Chinees filmregisseur en acteur. Li regisseerde meer dan 30 films in zijn hele carrière, die begon in de jaren '50 en voortduurde tot de jaren '70.

## Filmografie (selectie)
- Fatal Strike (1974)
- Gold Snatchers (1973)
- Wang Yu, King of Boxers (1973)
- The Angry Hero (1973)
- Blood of the Leopard (1972)
- Boxers of Loyalty and Righteousness (1972)
- Kung Fu Mama (1972)
- Extreme Enemy (1971)
- Struggle Karate (1971)
- Ghost Lamp (1971)
- The Bravest Revenge (1970)
- The Darkest Sword (1970)
- Golden Sword and the Blind Swordswoman (1970)
- The Ringing Sword (1969)
- Knight of the Sword (1969)
- Flying Over Grass (1969)
- Dragon Tiger Sword (1968)
- Dragon Inn (1967)
- Queen of Female Spies (1967)
- The Wandering Knight (1966)
- Malaysian Tiger (1966)

## Acteur
- 1956: Yun He Xun Qing Ji
- 1957: Wanhua Skeleton Incident
- 1957: Murder at Room 7, Keelung City
- 1957: Mei Ting En Chou Chi
- 1962: Five Difficult Traps
- 1963: Father Tiring Child
- 1964: Ba Mao Chuan
- 1965: Three Beautiful Blind Female Spies
- 1971: Darkest Sword
- 1973: Wang Yu, King of Boxers
- 1976: Calamity